# Гаррет Гобарт
Гаррет Оґастес Гобарт (англ. Garret Augustus Hobart; нар. 3 червня 1844, Лонг-Бренч, Нью-Джерсі, США — пом. 21 листопада 1899, Патерсон, Нью-Джерсі, США) — 24-й Віцепрезидент США з 1897 по 1899 рік.

## Біографія
Гаррет Гобарт народився в Лонг-Бренч, Нью-Джерсі, в сім'ї нащадка англійської емігранта Еддісона Уілларда Гобарта та Софії Вандервір. У 1863 році закінчив Рутгерський університет, де був членом братства «Дельта Фі». У 1866 році був прийнятий в колегію адвокатів, практикувався в Патерсоні, Нью-Джерсі.
У 1868 році, після роботи клерком, Гобарт був обраний суддею у Патерсоні. У 1871 році, коли його тесть став мером, був призначений на посаду міського адвоката. З 1872 по 1876 роки служив спікером в Генеральній асамблеї Нью-Джерсі. З 1876 по 1882 Гобарт був членом Сенату Нью-Джерсі і його президентом в 1881 році. У Сенаті представляв округ Пассаїк.
Крім того, в Республіканській партії Гаррет Гобарт обіймав посади голови Республіканського комітету Нью-Джерсі в 1880-1881, і члена Національного комітету Республіканської партії в Нью-Джерсі в 1884-1896 роках. У 1884 році зазнав невдачі на обрання в Сенат США.
У 1892 і 1895 роках Гобарту пропонували балотуватися на губернатора Нью-Джерсі, але він відмовився.
Гаррет Гобарт також був видатним і успішним бізнесменом і промисловцем, розбагатів. Він витратив 4000 доларів на будівництво бейсбольного стадіону у Патерсоні.
Був призначений кандидатом на віцепрезидента від Республіканської партії в 1896 році. Одним з делегатів на республіканській національній конвенції в Сент-Луїсі, Міссурі, була Вайомінгська суфражистка Естер Гобарт Морріс (не родичка, а однофамілиця Гобарта). На виборах 1896 Гобарт був обраний віцепрезидентом.

## Особисте життя
21 липня 1869 Гаррет Гобарт одружився з Естер Джейн Таттл. У них народилося четверо дітей. Під час перебування на посту віцепрезидента його дружина часто виконувала обов'язки Першої леді, оскільки дружина президента Мак-Кінлі, Іда Маккінлі, мала епілепсію.

## Смерть
Гаррет Гобарт помер від серцевої недостатності 21 листопада 1899 в Патерсоні, Нью-Джерсі.